# Liste der Bodendenkmale in Jübar
In der Liste der Bodendenkmale in Jübar sind alle Bodendenkmale der Gemeinde Jübar und ihrer Ortsteile aufgelistet. Grundlage ist die Auflistung von Johannes Schneider aus dem Jahr 1986 und die Veröffentlichung der Landesdenkmalliste mit Stand vom 25. Februar 2016. Die Baudenkmale sind in der Liste der Kulturdenkmale in Jübar aufgeführt.
| Denkmal-ID | Fundart             | Ortsteil      | Bezeichnung               | Zeitstellung | Lage                                                                       | Bemerkungen | Bild |
| ---------- | ------------------- | ------------- | ------------------------- | ------------ | -------------------------------------------------------------------------- | --- | ---- |
| 428312165  | Befestigung         | Wendischbrome | Grenzhügel „Schnedehügel“ | undatiert    | Landesgrenze Sachsen-Anhalt/Niedersachsen zwischen Brome und Mellin ()     | Höhe ca. 1 m, Durchmesser ca. 5 m, wenige Meter daneben liegt ein Fragment des zugehörigen Grenzsteins; im Grenzverlauf wurden insgesamt neun erhaltene Schnedehügel erfasst |      |
| ?          | Grabmal > Grabhügel | Bornsen       | Megalithgrab              | Neolithikum  | Im Feld, südlich des Orts (Lage)                                           | |      |
| ?          | Grabmal > Grabhügel | Drebenstedt   | Grabhügel „Petersberg“    |              | Im Feld, südwestlich des Orts (Lage)                                       | |      |
| ?          | Grabmal > Grabhügel | Drebenstedt   | Grabhügel (Megalithgrab)  |              | Im Feld, westlich des Orts (Lage)                                          | |      |
| ?          | Befestigung         | Gladdenstedt  | „Borgstall“               |              | Anhöhe in der Ohreniederung, südöstlich des Orts ()                        | |      |
| ?          | Grabmal > Grabhügel | Lüdelsen      | Grabhügel                 |              | Nordöstlich des Orts (Lage)                                                | |      |
| ?          | Grabmal > Grabhügel | Lüdelsen      | Megalithgräber (6)        | Neolithikum  | Nördlich der Straße nach Stöckheim, fünf im Wald, eins auf dem Feld (Lage) | Grabung 2007, 2009–2010 |      |
| ?          | Grabmal > Grabhügel | Nettgau       | Megalithgrab              | Neolithikum  | Nördlich der Straße nach Jübar, Flurgrenze (Lage)                          | |      |
| ?          | Befestigung > Burg  | Wendischbrome | Niederungsburg, Reste     |              | Nördlich des Orts ()                                                       | |      |